# علامة التساوي

متساوية معروفة تحتوي على علامة التساوي، وهي الخطان الأفقيان المتوازيان.

علامة التساوي = هي رمز رياضي يستعمل من أجل التعبير عن التساوي. اخترع عام 1557 من طرف روبرت غيكوغد.

## وصلات خارجية
- الاستعمالات الأولى للرموز في العلاقات الرياضية